# Estação de São João del-Rei
A Estação de São João del-Rei é uma estação de trem localizada no município mineiro de São João del-Rei.

## Inauguração
A Estação Ferroviária de São João del-Rei foi inaugurada com muitas festas e com a presença do Imperador Dom Pedro II em 1881. Era a ponta da linha que então ligava Sítio (hoje Antônio Carlos), na Estrada de Ferro Dom Pedro II, a essa cidade.
O prolongamento da linha a partir de São João del-Rei foi inaugurado em 1887, ligando a cidade ao distrito de Aureliano Mourão, no município de Bom Sucesso.

## Transformação em museu
Em 1984, com a erradicação de todo o trecho de bitola de 0,76 m da linha da Barra do Paraopeba, o trecho entre São João del-Rei e Tiradentes foi mantido: até hoje, rodam as composições a vapor entre as duas estações, com fins turísticos. O passeio é operado pela Ferrovia Centro-Atlântica.
Em anexo à estação também existe um museu, uma grande rotunda e oficinas de manutenção.